# 拱化
拱化（きょうか）は、西夏の毅宗の治世で用いられた元号。1063年 - 1067年（鄧洪波『東亞歴史年表』に拠る）。
西夏の元号については年代比定に異説があり、例えば藤島達朗・野上俊静編『東方年表』では1063年 - 1068年とする。

## 西暦等との対照表
| 拱化 | 元年   | 2年    | 3年    | 4年    | 5年    |
| 西暦 | 1063年 | 1064年 | 1065年 | 1066年 | 1067年 |
| 干支 | 癸卯   | 甲辰   | 乙巳   | 丙午   | 丁未   |
| 遼   | 清寧9  | 清寧10 | 咸雍元 | 咸雍2  | 咸雍3  |
| 北宋 | 嘉祐8  | 治平元 | 治平2  | 治平3  | 治平4  |